# Ugrofinistyka
Ugrofinistyka, także: ugrofennistyka, fennougrystyka, finougrystyka – dziedzina nauki obejmująca badanie i opis języków ugrofińskich. W szerszym ujęciu obejmuje także badanie kultur ludów ugrofińskich. W jej obszarze zainteresowań mogą się znaleźć również języki samojedzkie – ugrofinistyka staje się wówczas synonimem uralistyki.
Historycznie ugrofinistyka wyodrębniła się z ałtaistyki.